# フアン・エスナイデル
フアン・エドゥアルド・エスナイデル・ベレン（Juan Eduardo Esnáider Belén, 1973年3月5日 - ）は、アルゼンチンのブエノスアイレス州マル・デル・プラタ出身の元サッカー選手、現サッカー指導者。現役時代のポジションはフォワード。

## 経歴

### 選手時代
フェロカリル・オエステのユース出身、野性的なプレースタイルを売りに活躍した。1990年9月2日のCAベレス・サルスフィエルド戦でトップチームデビュー。翌シーズンにレアル・マドリードに加入した。レアル・マドリードBでは2シーズンで20近い得点を挙げたが、トップチームで出場機会を得ることができず、1993-94シーズンにレアル・サラゴサへ3億ペセタで移籍。1994-95シーズンのUEFAカップウィナーズカップではイアン・ライトに次ぐ8得点をマークしてタイトル獲得に貢献するなどの活躍を見せた。
1995年、サラゴサでの活躍から6億5000セペタでレアル・マドリードへ買い戻されたが、1995-96シーズンのプリメーラ・ディビシオンではわずか1得点に終わった。シーズン終了後にライバルであるアトレティコ・マドリードへ移籍。するとエスナイデルは再び輝きを取り戻し、1996-97シーズンにキャリアハイとなるリーグ16得点を挙げた。翌シーズンにRCDエスパニョールへと移ると、半年でリーグ13得点を挙げた。1999年1月、足の怪我によって離脱したアレッサンドロ・デル・ピエロに代わる選手を求めていたユヴェントスFCへの移籍が決定。2000年12月には古巣レアル・サラゴサにレンタル移籍し、再びコパ・デル・レイのタイトルを獲得した。
その後は様々なクラブでプレーし、CAリーベル・プレートに所属していた2002年には故郷アルゼンチンで初タイトルとなるクラウスーラ（後期リーグ）優勝を手にした。2005年、ニューウェルズ・オールドボーイズで引退。

### 引退後
2008年、ヘタフェCFのアシスタントコーチに就任し指導者としてのキャリアをスタートさせる。
2011年、セグンダ・ディビシオンB（3部相当）に所属するレアル・サラゴサのBチームの監督に就任。チームは降格プレーオフに回る16位でシーズンを終えたが、UBコンクエンセとのプレーオフに勝利して残留を決めた。1年弱のブランクを挟み、2013年4月よりセグンダ・ディビシオン（2部）10位と苦しむコルドバCFの監督に就任。エスナイデルの監督就任後のチームは更に順位を落とし、14位で終えたシーズン終了後に解任された。
2015年、再びヘタフェCFに戻り、シーズン途中から監督に就任するも、チームは2部降格となった。降格した翌シーズンも続けて指揮を執るが、チームの成績は低迷しシーズン途中で解任された。
2016年11月25日、2017シーズンよりJ2・ジェフユナイテッド市原・千葉の監督に就任することが発表された。1年目の2017年シーズンは、第35節時点で12位であったが、第36節から最終節まで7連勝して順位を6位に上げ、J1昇格プレーオフ進出を果たす。昇格プレーオフ準決勝で名古屋グランパスに敗れた。
2018シーズンも引き続き指揮を取ったが開幕戦の東京V戦から退場者を出すなど一貫して不安定な戦いに終始。歯車が噛み合わないまま不調は改善されることなく、72失点というリーグワースト2位タイの失点数を記録 (1位、2位は共に降格の決まったロアッソ熊本とカマタマーレ讃岐)、チームのJ2降格後最低順位となる14位でシーズンを終えた。
2019年も引き続き指揮を継続するも、開幕4節で2度大敗を喫するなど低迷。未勝利のまま迎えた3月17日の水戸戦後、同日付で解任された。
2023年5月29日、レノファ山口FCの監督に就任することが発表された。同年11月13日、退任が発表された。
2024年5月13日、インドネシア1部リーグに昇格したPSBSビアクの監督に就任したが、開幕から3戦全敗となり、9月10日に解任された。

## 人物
ヴォルガ・ドイツ人の血を引く。

## 監督としての特徴
ジェフ千葉監督就任後、即座に前代未聞の大改革を進めた。ディフェンスラインを高く維持し、前線からボールを奪う攻撃的な戦術「ハイライン・ハイプレス」を採用。この戦術は守備的な堅守速攻ではあるが、攻撃の厚みが増した一方、ハイラインによるディフェンスラインの裏を取られて大量失点を喫する試合もあり、成績が安定しないという指摘もあった。
強度の高い練習をこなす体作りから見直し「食事から改善する必要があり、栄養価の高い物を摂り、無駄な脂肪は摂取不要」という考えを基に、白米を排除して玄米に統一した。選手をF1マシンに例え「最高のマシンでも悪いガソリンを入れればベストパフォーマンスを発揮することはできない」とし、徹底して食事改革に取り組んだ。クラブの食堂では濃い味付けの肉や魚が多くパスタのソースも選び放題だったが、エスナイデルはこれに怒り、すぐに食事改革を断行した。前述の玄米を始め、メイン料理は1種類、パスタは茹でるだけで粉チーズとタバスコのみ、フルーツ・ドライフルーツ・ナッツ・ヨーグルトを用意した。改革開始後、約半年で選手のデータが見違えるように変わったという。

## 代表歴

### 試合数
- 国際Aマッチ 3試合 3得点（1995年-1997年）[17]

| アルゼンチン代表 | 国際Aマッチ | 国際Aマッチ |
| 年               | 出場        | 得点        |
| ---------------- | ----------- | ----------- |
| 1995             | 1           | 2           |
| 1996             | 1           | 1           |
| 1997             | 1           | 0           |
| 通算             | 3           | 3           |

## 監督成績
| クラブ                 | 就任          | 退任           | 記録 | 記録 | 記録 | 記録 | 記録 | 記録 | 記録 | 記録   |
| クラブ                 | 就任          | 退任           | 試合 | 勝   | 分   | 敗   | 得点 | 失点 | 差   | 勝率 % |
| ---------------------- | ------------- | -------------- | ---- | ---- | ---- | ---- | ---- | ---- | ---- | ------ |
| サラゴサB              | 2011年7月1日  | 2012年6月30日  | 40   | 13   | 11   | 16   | 50   | 60   | −10  | 032.50 |
| コルドバ               | 2013年4月8日  | 2013年6月11日  | 9    | 2    | 1    | 6    | 12   | 14   | −2   | 022.22 |
| ヘタフェ               | 2016年4月12日 | 2016年9月26日  | 14   | 3    | 5    | 6    | 13   | 22   | −9   | 021.43 |
| ジェフユナイテッド千葉 | 2017年2月26日 | 2019年3月17日  | 93   | 37   | 18   | 38   | 152  | 154  | −2   | 039.78 |
| レノファ山口FC         | 2023年6月1日  | 2023年11月13日 | 23   | 6    | 7    | 10   | 20   | 32   | −12  | 026.09 |
| 合計                   | 合計          | 合計           | 179  | 61   | 42   | 76   | 247  | 282  | −35  | 034.08 |

## タイトル

### 選手時代
レアル・マドリード
- コパ・デル・レイ:1回（1992-93）

レアル・サラゴサ
- コパ・デル・レイ:2回（1993-94、2000-01）
- UEFAカップウィナーズカップ:1回（1994-95）

ユヴェントスFC
- UEFAインタートトカップ:1回（1999）

リーベル・プレート
- アルゼンチン・プリメーラ・ディビシオン : 2002クラウスーラ

個人
- 南米ユース選手権得点王:1回（1991）